# JNJ-7777120
JNJ-7777120 är ett läkemedel utvecklat av Johnson & Johnson Pharmaceutical Research & Development. Läkemedlet har antiflammatoriska effekter.